# Unione di lotta per l'emancipazione della classe operaia

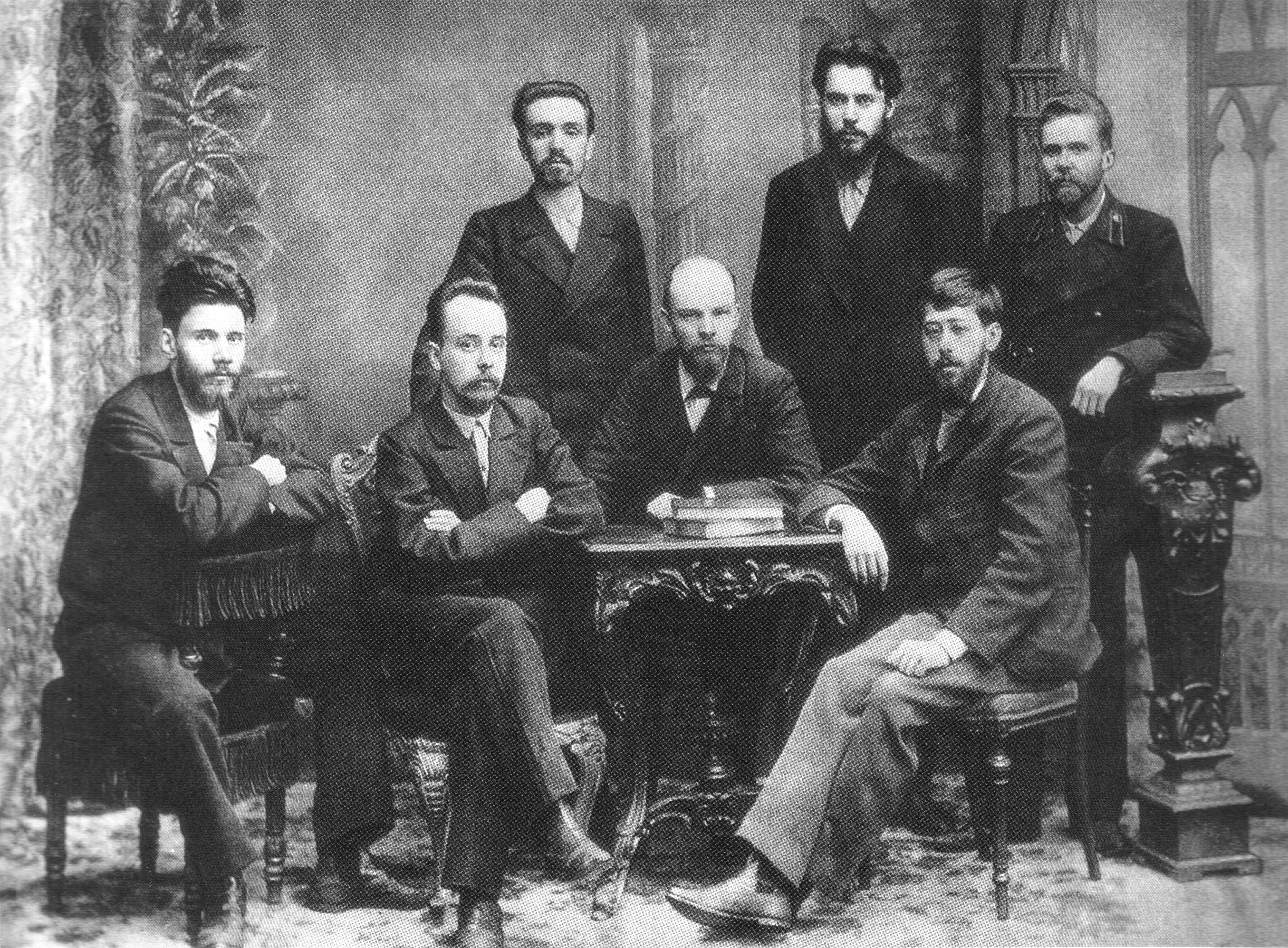
Il gruppo dirigente dellUnione di lotta per l'emancipazione della classe operaia: da sinistra, V. V. Starkov, G. M. Kržižanovskij, A. L. Mal'čenko, Lenin, P. K. Zaporožec, J. Martov e A. A. Vaneev

L'Unione di lotta per l'emancipazione della classe operaia (in russo Союз борьбы за освобождение рабочего класса?, Sojuz bor'by za osvoboždenie rabočego klassa) fu un'organizzazione socialdemocratica creata nel 1895 a San Pietroburgo dalla fusione dei due principali gruppi rivoluzionari già esistenti nella capitale, quello dei seguaci di Michail Brusnev, a cui nel 1894 aveva aderito anche Lenin, e un circolo guidato da Julij Martov e formato da militanti originari per lo più da Vilnius. Il nome fu dato all'organizzazione da Martov nel dicembre del 1895, quando già da mesi i due gruppi operavano insieme.
Lenin e Martov furono i maggiori esponenti dell'Unione di lotta che fu più volte decimata dagli arresti della polizia. Organizzazione d'ispirazione marxista, la sua importanza consiste nell'aver unito la lotta politica a quella economica esercitando una funzione di formazione teorica e di agitazione politica e sindacale nel movimento operaio di Pietroburgo.
Anche a nome dell'Unione di lotta  parteciparono a Londra, nel 1896, al IV congresso della II Internazionale, i membri dell'Emancipazione del lavoro Plechanov, Aksel'rod e Vera Zasulič. Nel 1898, a Minsk, l'Unione partecipò al congresso di fondazione del Partito Operaio Socialdemocratico Russo. L'organizzazione cessò di esistere nel 1904.

## Storia

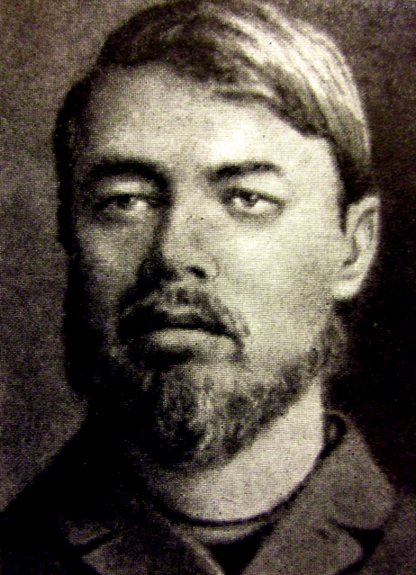
Michail Brusnev

Nel 1883 a Pietroburgo era stato costituito un gruppo rivoluzionario che, ispirandosi al populismo, a Lavrov e a Lassalle, aveva formulato un suo programma - chiamato programma del Partito socialdemocratico russo - che prevedeva l'intervento dello Stato a favore delle associazioni operaie, in vista di una trasformazione in senso socialista della società. Questo gruppo, chiamato gruppo di Blagoev dal nome di uno dei suoi principali attivisti, il bulgaro Dimităr Blagoev (1856-1924), fu dissolto dalla polizia zarista nel 1889.
Un'altra organizzazione operante dal 1885 a Pietroburgo, la Società per la crescita del livello materiale, intellettuale e morale della classe operaia, fondata da Pavel Točisskij (1864-1918), aveva caratteristiche socialdemocratiche e mirava a formare quadri operai. Anche questo gruppo rivoluzionario fu sciolto dalla polizia nel 1888.
I seguaci di questi e di altri circoli minori, formati da studenti e operai di Pietroburgo, confluirono nell'organizzazione socialdemocratica fondata nel 1889 da Michail Brusnev (1864-1937). Il gruppo di Brusnev, che stabilì circoli operai in ogni quartiere della capitale, era formato da due centri direttivi separati di operai e di studenti marxisti. Tenne una manifestazione in occasione del funerale dello scrittore Nikolaj Šelgunov (1824-1891), organizzò gli scioperi degli operai del porto e della fabbrica Thornton, e manifestò il 1º maggio 1891. In quell'occasione fu dichiarata pubblicamente la necessità di costituire un partito operaio. Il gruppo di Brusnev formò anche il primo gruppo socialdemocratico femminile e riuscì a mettersi in contatto con elementi rivoluzionari di Charkiv, Riga, Nižnij Novgorod, Varsavia, Łódź e a formare circoli a Mosca e a Tula. Dopo una manifestazione in occasione del 1º maggio 1892, l'organizzazione fu seriamente colpita dagli arresti di Brusnev e di altri suoi esponenti.
Un gruppo di elementi dell'organizzazione di Brusnev, rimasto sconosciuto alla polizia, poté tuttavia continuare il lavoro illegale. Ne facevano parte gli ingegneri Gleb Kržižanovskij (1872-1959), Aleksandr Mal'čenko (1870-1930) e Vasilij Starkov (1869-1925), Jakov Ponomarëv (1869-1942), Apollinarija e Konstantin Tachtarev (1871-1925), i coniugi Radčenko, Stepan Ivanovič e Ljubov' Nikolaevna, Nadežda Krupskaja (1869-1939), Michail Sil'vin (1874-1955), Anatolij Vaneev (1872-1899), Pëtr Zaporožec (1872-1905) e altri. A questi si aggiunse, nel 1894, Lenin (1870-1924), da poco trasferitosi da Samara a Pietroburgo.
Lenin divenne ben presto la figura dominante del gruppo, grazie ai suoi contributi sulle questioni economiche e sociali, e alla sua esposizione del metodo marxista, espresse nei primi scritti A proposito della cosiddetta questione dei mercati, Che cosa sono gli 'Amici del popolo' e come lottano contro i socialdemocratici? e Il contenuto economico del populismo e la sua critica nel libro del signor Struve. In particolare, lo studio Che cosa sono gli 'Amici del popolo'?, più volte ciclostilato a Mosca e a Pietroburgo, rispondeva agli attacchi rivolti al marxismo dalla stampa liberale e populista. I populisti di quel tempo «avevano rinunciato al populismo rivoluzionario e diffondevano le idee di un populismo opportunista e filisteo», e lo scritto di Lenin esponeva altresì le tesi del socialismo scientifico, i compiti dei socialdemocratici, il lavoro teorico e pratico e la necessità di costituire il partito socialista operaio per sviluppare il movimento russo nello scenario della politica internazionale.
Altri scritti di Lenin di questo periodo furono il Commento alla legge sulle multe inflitte agli operai nelle fabbriche e nelle officine, Aziende ginnasiali e ginnasi correzionali, Agli operai e alle operaie della Thornton, A cosa pensano i nostri ministri? e il Progetto e spiegazione del Partito socialdemocratico. La linea indicata è quella di un'agitazione sia economica che politica da condurre tra gli operai. Di Aaron Kremer (1865-1935) e Julij Martov (1873-1923) è invece l'opuscolo Sull'agitazione, che rileva progressive fasi di sviluppo del movimento operaio, dalla costituzione dei circoli alle cellule di fabbrica, all'allargamento delle richieste economiche in una pluralità di fabbriche fino all'avanzamento di rivendicazioni politiche.
Nell'aprile del 1895 il gruppo di Lenin decise di inviare quest'ultimo in Svizzera, per prendere contatto con Georgij Plechanov, allora considerato il maggior teorico russo del marxismo, e con la sua organizzazione Emancipazione del lavoro, per conoscere gli sviluppi del socialismo europeo, informare gli emigrati russi, raggruppati nell'Unione dei socialdemocratici russi all'estero, dello stato del movimento socialista in Russia e stabilire le forme della collaborazione. In quell'occasione fu deciso di pubblicare a Ginevra una rivista comune, il «Rabotnik» (Il Lavoratore).

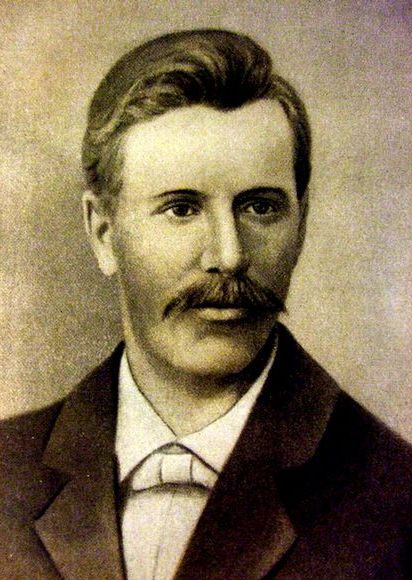
Ivan Babuškin

Al ritorno in settembre di Lenin a Pietroburgo, i due maggiori circoli socialisti della città si unirono, costituendo l'Unione di lotta per l'emancipazione della classe operaia e dandosi una precisa struttura organizzativa. Il comitato direttivo fu formato da Kržižanovskij, Martov, Starkov, Vaneev e Lenin, che era anche capo redattore delle pubblicazioni dell'Unione di lotta, mentre i Radčenko si occupavano dei problemi finanziari. La città fu divisa in zone. Responsabili dell'agitazione nell'isola Vasil'evskij, e nei quartieri Ochta, Peterburgskaja e Vyborgskaja furono Hoffman, la Nevzorova (1869-1948), Sil'vin, Trenjuchin e Vaneev; il quartiere Šlissel'burgskij fu affidato a Kržižanovskij, alla Krupskaja, a Ljachovskij e a Malčenko; i quartieri Moskovskaja e Narvskaja alla Jakubova (1870-1913), a Martov, a Ponomarëv, a Starkov e a Zaporožec.
Questi erano gli intellettuali dell'Unione di lotta, che tenevano anche seminari nei circoli operai ed erano appoggiati nel lavoro organizzativo da numerosi studenti, mentre gli operai più preparati, tra i quali spiccarono Babuškin (1873-1906), Ṡapovalov (1871-1942), Šelgunov (1867-1939), Zinov'ev (1874-1900), portavano la propaganda dell'Unione direttamente nelle fabbriche e nei quartieri operai. Nella preparazione degli scioperi di Pietroburgo l'Unione di lotta pubblicò più di 70 volantini e si sforzò di stabilire contatti con i gruppi socialdemocratici delle altre città russe. Era prevista per il dicembre del 1895 la pubblicazione di un giornale clandestino, il « Rabočee Delo » (La Causa operaia) ma la sua uscita fu impedita dagli arresti che, su delazione di un provocatore, un certo dentista Michajlov, nella notte del 20 dicembre, colpirono Lenin, Kržižanovskij, Starkov, Vaneev, Mal'čenko, Zaporožec e molti operai.
Gli arresti non fermarono l'attività dell'Unione di lotta, che mantenne contatti con i detenuti nel carcere attraverso messaggi scritti con inchiostro simpatico, e durante la detenzione Lenin riuscì a scrivere e a trasmettere all'esterno manifestini e a preparare il lungo scritto Lo sviluppo del capitalismo in Russia. Seguirono il 20 gennaio del 1896 nuovi arresti, tra i quali quello di Martov, ma nella primavera l'Unione riuscì a organizzare un grande sciopero che coinvolse 30.000 operai e che si protrasse fino all'estate.
Un duro colpo fu portato all'organizzazione dal sequestro della tipografia e dagli arresti avvenuti in agosto - finirono in carcere 30 attivisti, tra i quali la Krupskaja e Sil'vin - seguiti dai processi che videro imputati 251 persone. Gli scioperi nelle fabbriche di Pietroburgo ripresero però nel gennaio del 1897 e portarono, il 15 giugno 1897, a ottenere la riduzione della giornata di lavoro a undici ore e mezza.
Nel resto della Russia erano intanto sorte altre organizzazioni socialdemocratiche. A Mosca operava dal 1894 l'Unione operaia di Ljadov (1872-1947) e Mitskevič (1869-1944), a Kiev diversi gruppi avevano costituito un centro chiamato Rabočee Delo (La Causa operaia) e diretto da Ejdel'man (1867-1939), Mel'nikov (1868-1900), Tučapskij (1869-1922) e Vigdorčik (1874-1954), a Ekaterinoslav esisteva l'Unione di Petrusevič (1872-1949), a Nikolaev Trockij (1879-1940) aveva organizzato l'Unione operaia del Meridione russo, che pubblicava illegalmente il «Naše Delo» (La nostra causa), in molte città era attivo il Bund, ossia l'Unione operaia generale ebraica di Lituania, Polonia e Russia.
A Kiev, nel marzo del 1897, l'Unione di lotta di Pietroburgo e il gruppo del Rabočee Delo si riunirono in convegno decidendo di pubblicare un giornale comune, la « Rabočaja Gazeta » (La Gazzetta operaia), di operare per unirsi con tutte le altre organizzazioni marxiste assumendo tutte il nome di Unioni di lotta, e di convocare quanto prima il congresso di fondazione di un Partito socialdemocratico. Tale congresso si tenne dal 1º al 3 marzo 1898 a Minsk con la partecipazione di Ejdel'man, Tučapskij e Vigdorčik per conto dei socialdemocratici di Kiev, di Radčenko per l'Unione di lotta di Pietroburgo, di Petrusevič per l'Unione di Ekaterinoslav, e di Kremer, Mutnik-Gleb (1868-1930) e Kac (1875-1928) per il Bund. Presidente del congresso fu Ejdel'man e Vigdorčik il segretario. Fu così fondato il Partito Operaio Socialdemocratico Russo.